# Sericostoma siculum
Sericostoma siculum är en nattsländeart som beskrevs av Mclachlan 1876. Sericostoma siculum ingår i släktet Sericostoma och familjen krumrörsnattsländor. Inga underarter finns listade i Catalogue of Life.